# Elasmus flavus
Elasmus flavus är en stekelart som beskrevs av Howard 1894. Elasmus flavus ingår i släktet Elasmus och familjen finglanssteklar. Inga underarter finns listade i Catalogue of Life.